# Uki
Az Uki egy gyerekeknek szóló belga animációs sorozat. A Topfloor és a Creative Conspiracy stúdiók készítették. Öt perces egy epizód. Magyar bemutató ismeretlen, itthon a Minimax vetítette. Belgiumban 2010. április 3. óta sugározzák. Külföldön több tévécsatorna is műsorára tűzte. A sorozat a címadó sárga lényről szól, aki barátaival együtt felfedezi a világot. Utazásai során megkéri nézői segítségét is. 1 évadot élt meg 52 epizóddal.